# Silaus serotinus
Silaus serotinus är en flockblommig växtart som beskrevs av Heinrich Gottlieb Ludwig Reichenbach. Silaus serotinus ingår i släktet Silaus och familjen flockblommiga växter. Inga underarter finns listade i Catalogue of Life.